# Boca Manu
Boca Manu es una localidad ubicada en la Provincia de Manu en el Departamento de Madre de Dios, es capital del Distrito de Fitzcarrald. Tiene una población de 63 habitantes en 1993.

## Historia
En 1861, el coronel Faustino Maldonado crea la ciudad de Manú como un puerto marítimo aunque se dice que la fundación fue durante la época colonial o incaica.

## Clima
| Parámetros climáticos promedio de Boca Manu | Parámetros climáticos promedio de Boca Manu | Parámetros climáticos promedio de Boca Manu | Parámetros climáticos promedio de Boca Manu | Parámetros climáticos promedio de Boca Manu | Parámetros climáticos promedio de Boca Manu | Parámetros climáticos promedio de Boca Manu | Parámetros climáticos promedio de Boca Manu | Parámetros climáticos promedio de Boca Manu | Parámetros climáticos promedio de Boca Manu | Parámetros climáticos promedio de Boca Manu | Parámetros climáticos promedio de Boca Manu | Parámetros climáticos promedio de Boca Manu | Parámetros climáticos promedio de Boca Manu |
| Mes                                         | Ene.                                        | Feb.                                        | Mar.                                        | Abr.                                        | May.                                        | Jun.                                        | Jul.                                        | Ago.                                        | Sep.                                        | Oct.                                        | Nov.                                        | Dic.                                        | Anual                                       |
| ------------------------------------------- | ------------------------------------------- | ------------------------------------------- | ------------------------------------------- | ------------------------------------------- | ------------------------------------------- | ------------------------------------------- | ------------------------------------------- | ------------------------------------------- | ------------------------------------------- | ------------------------------------------- | ------------------------------------------- | ------------------------------------------- | ------------------------------------------- |
| Temp. máx. media (°C)                       | 19                                          | 19                                          | 19                                          | 20                                          | 20                                          | 19                                          | 19                                          | 20                                          | 20                                          | 21                                          | 21                                          | 21                                          | 19.8                                        |
| Temp. media (°C)                            | 25.6                                        | 25.5                                        | 25.4                                        | 25.3                                        | 24.6                                        | 23.7                                        | 23.3                                        | 24.6                                        | 25.1                                        | 25.9                                        | 25.8                                        | 25.6                                        | 25                                          |
| Temp. mín. media (°C)                       | 7                                           | 7                                           | 6                                           | 5                                           | 2.5                                         | 1                                           | 0                                           | 2                                           | 4                                           | 5.5                                         | 6                                           | 7                                           | 4.4                                         |
| Fuente n.º 1: Accuweather                   |                                             |                                             |                                             |                                             |                                             |                                             |                                             |                                             |                                             |                                             |                                             |                                             |                                             |
| Fuente n.º 2: climate-data.org              |                                             |                                             |                                             |                                             |                                             |                                             |                                             |                                             |                                             |                                             |                                             |                                             |                                             |

## Flora y fauna
La Ciudad de Manu se encuentra rodeado del Parque nacional del Manu donde abunda la biodiversidad de animales y plantas

## Ríos importantes
- río Manu
- río Madre de Dios

## Transporte
Se puede llegar vía fluvial (por río) o vía aérea (por avioneta), se quiere construir una carretera pero los ecologista no aprueban este plan de desarrollo por lo que Manú se ve afectado de poca urbanización a diferencia de sus ciudades vecinas como Iñapari o Puerto Maldonado que muestra un crecimiento veloz.